# Saint-Germain-de-Salles
Saint-Germain-de-Salles település Franciaországban, Allier megyében. Lakosainak száma 426 fő (2022. január 1.). Saint-Germain-de-Salles Barberier, Broût-Vernet, Charroux, Étroussat, Jenzat, Le Mayet-d’École és Ussel-d’Allier községekkel határos.

## Népesség
A település népessége az elmúlt években az alábbi módon változott:
| Lakosok száma | 509  | 466  | 445  | 433  | 430  | 425  | 425  | 427  | 426  | 426  |
|               | 1968 | 1982 | 1990 | 2006 | 2013 | 2015 | 2017 | 2019 | 2020 | 2022 |